# Camden market
Camden markets er en række sammenhængende markeder i Camden Town nær Hampstead Road slusen ved Regent's Canal (typisk omtalt som Camden Lock), der sammen bliver refereret til som "Camden Market" eller "Camden Lock". Blandt de mange produkter, der sælges i boderne er kunsthåndværk, tøj, bric-a-brac, antikviteter og fast food. Det er en af de fire mest populære turistattraktioner i London, idet omkring 100.000 personer besøger stedet hver weekend.
Camden Market består af seks markeder som ligger op til hinanden, men organiseres separat:
- Camden Lock Market – fokuserer på kunsthåndværk, for det meste indendørs
- Stables Market – det største av de seks, hovedsageligt tøj og møbler men også en del andet
- Camden Canal Market – udendørsmarked, hovedsageligt tøj
- Buck Street Market – udendørsmarked, hovedsageligt tøj
- Electric Ballroom – indendørsmarked, holdes lørdag og søndag
- Inverness Street – traditionelt gademarked

Siden begyndelsen af 1900-tallet har der eksisteret et lille fødevaremarked Inverness Street i Camden Town. Fra 1974 begyndte der at blive afholdt ugentlige markeder med kunsthåndværk hver søndag nær Camden Lock, og det udviklede sig til et større kompleks af markeder. Markederne, der oprindeligt kun bestod af midlertidige stader, udviklede sig til mere permanente boder og faste butikker. Det traditionelle Inverness Street marked begyndte at miste stadepladser, da et lokalt supermarked åbnede, og halvvejs gennem 2013 var alle de oprindelige stader forsvundet, og var blevet erstattet med de nuværende boder.
Markedet blev oprindeligt kun afholdt om søndagen, hvilket fortsat er den primære handelsdag. Om lørdagen åbner mange dog alligevel, og en række af de handlende har åbent hele ugen, hvilket primært er dem med egentlige faste butikker.
Siden 2014 har den israelske milliardær Teddy Sagi opkøbt ejendomme Camden Markets, og i marts 2015 ejede han fire af de seks sektioner i markedet. Det forlod samtidig, at Sagi planlagde at investere omkring £300 millioner i at udvikle markedsområdet i 2018.